# Roxie
Roxie és una població dels Estats Units a l'estat de Mississipi. Segons el cens del 2000 tenia 569 habitants.

## Demografia
Segons el cens del 2000, Roxie tenia 569 habitants, 199 habitatges, i 153 famílies. La densitat de població era de 192,7 habitants per km².
Dels 199 habitatges en un 44,2% hi vivien nens de menys de 18 anys, en un 50,8% hi vivien parelles casades, en un 21,6% dones solteres, i en un 23,1% no eren unitats familiars. En el 22,1% dels habitatges hi vivien persones soles el 9,5% de les quals corresponia a persones de 65 anys o més que vivien soles. El nombre mitjà de persones vivint en cada habitatge era de 2,86 i el nombre mitjà de persones que vivien en cada família era de 3,34.
Per edats la població es repartia de la següent manera: un 33,6% tenia menys de 18 anys, un 9,8% entre 18 i 24, un 29% entre 25 i 44, un 17,8% de 45 a 60 i un 9,8% 65 anys o més.
L'edat mediana era de 29 anys. Per cada 100 dones de 18 o més anys hi havia 82,6 homes.
La renda mediana per habitatge era de 24.276 $ i la renda mediana per família de 25.000 $. Els homes tenien una renda mediana de 25.938 $ mentre que les dones 27.000 $. La renda per capita de la població era de 14.472 $. Entorn del 29,5% de les famílies i el 25,5% de la població estaven per davall del llindar de pobresa.

## Poblacions més properes
El següent diagrama mostra les poblacions més properes.